# Ру ван дер Гар
Ру ван дер Гар (нід. Ru van der Haar, 6 жовтня 1913 — 15 травня 1943) — нідерландський хокеїст на траві.
Бронзовий призер Олімпійських Ігор 1936 року.